# Eriodictyon californicum
Eriodictyon californicum es una especie de planta fanerógama perteneciente a la familia Hydrophyllaceae. También conocida por yerba santa.

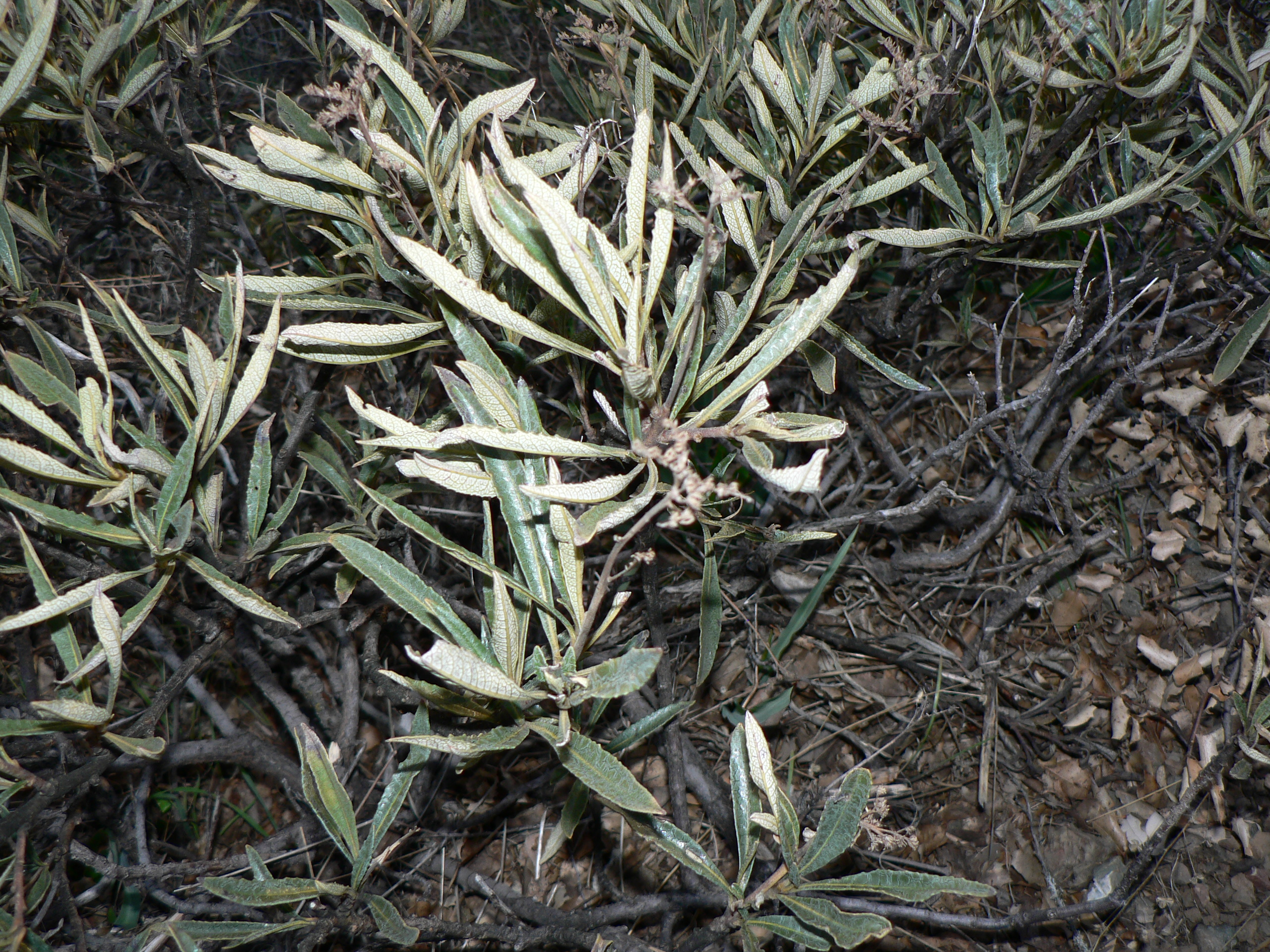
Hojas

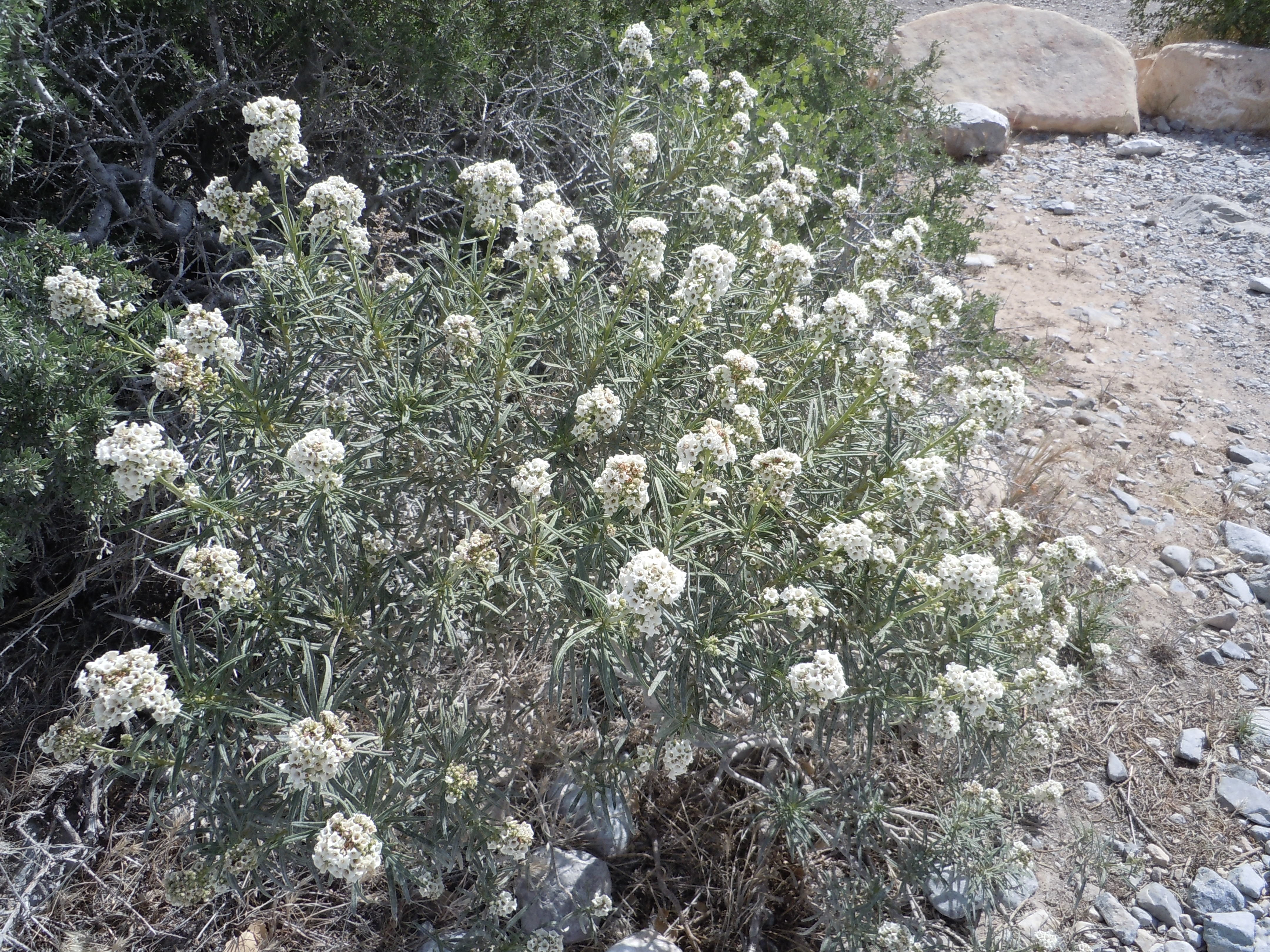
Flores

## Distribución
Es nativa de California y Oregón, donde crece en varios tipos de hábitats, incluyendo chaparral y bosques de secuoyas de la costa.

## Descripción
Eriodictyon californicum es un arbusto que alcanza un tamaño de 1 a 3 metros de altura, y que generalmente se encuentran en rodales clonales. Las ramas más pequeñas y el follaje están recubiertos de una resina pegajosa y con frecuencia se espolvorean con los hongos negros, Heterosporium californicum. El arbusto es conocido por ser una fuente ocasional de la nutrición para la vida silvestre y el ganado. Las estrechas y largas hojas son algo lanceoladas y miden hasta 15 centímetros de longitud. Tienen un olor generalmente que se considera desagradable y un sabor amargo, haciéndolos inaceptables para la mayoría de los animales, aunque tiene múltiples insectos herbívoros. Por ejemplo, es la fuente de néctar principal de las mariposas Euphydryas chalcedona en el Jasper Ridge Biological Preserve en California. La inflorescencia es un racimo de flores en forma de campana de color blanco a  violáceas, cada una de entre uno y dos centímetros de longitud.

## Propiedades
Las hojas se han utilizado históricamente para tratar el asma, las infecciones respiratorias superiores y la rinitis alérgica.  La tribu Concow llama a la planta wä-sä-got’-ō
Eriodictyol es una de las 4 flavanonas identificados en esta planta por la Symrise Corporation, la cual tiene propiedades modificadores del sabor, las otras tres son: homoeriodictiol, su sal de sodio y sterubin. Estos compuestos tienen usos potenciales en la industria alimentaria y farmacéutica para enmascarar el sabor amargo.

## Uso ambiental
Esta especie de arbusto se utiliza para la revegetación de tierras dañadas o alteradas, como los pastizales con pastoreo excesivo. Está, sin embargo, fuertemente adaptada al fuego, brotando los rizomas después de los incendios forestales y desarrollando una película cerosa de resinas inflamables en su follaje.

## Ecología
Eriodictyon californicum es un alimento y hábitat específico para la mariposa Papilio eurymedon.

## Taxonomía
Eriodictyon californicum fue descrita por (Hook. & Arn.) Torr. y publicado en Report on the United States and Mexican Boundary... Botany 2(1): 148. 1859.
Sinonimia
- Eriodictyon glutinosum Benth.
- Eriodictyon glutinosum var. serratum Choisy
- Eriodictyon trichocalyx A.Heller[8]